# Souvenirs du triangle d'or
Pour les articles homonymes, voir Triangle d'or.
Souvenirs du triangle d'or est un roman d'Alain Robbe-Grillet publié en 1978.

## Éditions
- Souvenirs du triangle d'or, éditions de Minuit, 1978,  (ISBN 2-7073-0232-5)
- Souvenirs du triangle d'or, Seuil, coll. Points, 1985,  (ISBN 2-0200-8612-3)